# Stepnoi (Aleksàndrovka)
Stepnoi - Степной (rus) és un possiólok del krai de Krasnodar, a Rússia. Es troba a les terres baixes de Kuban-Priazov, a la península de Ieisk. És a 15 km al sud-est de Ieisk i a 178 km al nord-oest de Krasnodar. Pertany al poble d'Aleksàndrovka.